# Жупанища
Вижте пояснителната страница за други значения на Левки.
Жупàнища (понякога Жупàница, Джупàница, произношение в местния говор Жупàнишча или Джупанишча, на гръцки: Λεύκη, Левки или Άνω Λεύκη, Ано Левки, до 1927 година Ζουπάνιτσα, Зупаница или Ζουπάνιστα, Зупаниста) е село в Егейска Македония, Република Гърция, в дем Костур, област Западна Македония.

## География
Селото е разположено в Костурската котловина в южното подножие на планината Саракина (Жупанската планина) и отстои на 5 километра западно демовия център Костур. През Саракина Жупанища граничи с Апоскеп – с което село традиционно жупанищени са силно свързани, а нагоре по Бистрица (Рулската река) – със Сливени. На няколкостотин метра южно от Жупанища е разположено село Орман (Като Левки) и на практика е негова долна махала, и което днес е наричано Левки. От същинско Жупанища (Ано Ано Левки) е оцеляла единствено църквата „Свети Христофор“.

## История

### Етимология
Според академик Иван Дуриданов името е първоначален патроним на - ишчи < itji, който произхожда от изчезналото лично име Жупан = жупан, старобългарското , „управител на жупа“. Според „Българския етимологичен речник“ етимологията на името също е от жупан.

### В Османската империя
В XV век в Жупанища са отбелязани поименно 60 глави на домакинства. В османските данъчни регистри от средата на XV век Жупанище е споменато с 18 глави на семейства и двама неженени: Бале, Койо, Йорго, Алекса, Койос, Гон, Йорго, Крано, Гюрко, Дуко, Стамат, Стане, Манко, Петру, Димо, Яно, Йорги и Николас. Общият приход за империята от селото е 1520 акчета. Селото се споменава в османски дефтер от 1530 година под името Жупанище с 36 християнски семейства, 21 неженени и 3 вдовици. Има и едно мюсюлманско семейство.
В XIX век Жупанища е българско село в Костурска каза на Османската империя. Въпреки че географски Жупанища е извън Корещата, традиционно жителите му и по носия, и по нрави, обичаи и диалект принадлежат към тази област, а не към Нестрамкол.
Александър Синве („Les Grecs de l’Empire Ottoman. Etude Statistique et Ethnographique“), който се основава на гръцки данни, в 1878 година пише, че в Зумбаниста (Zoumbanista) живеят 600 гърци. В „Етнография на вилаетите Адрианопол, Монастир и Салоника“, издадена в Константинопол в 1878 година и отразяваща статистиката на населението от 1873 година, Жупаница (Joupanitza) е посочено като село с 95 домакинства и 307 жители българи.
В 1890 година жупанските първенци Атанас Далов, Насо Чачов, Нако Гиров отварят в селото българско училище, като за учител е назначен Дамян Сидов от Галища, току-що завършил ІІ клас в Костурското трикласно българско училище.
Според статистиката на Васил Кънчов („Македония. Етнография и статистика“) в 1900 година Жупанища (Жупаница) има 630 жители българи християни.
На Етнографската карта на Битолския вилает на Картографския институт в София от 1901 година Жупанища е чисто българско село в Костурската каза на Корчанския санджак със 123 къщи.
Според гръцкия вестник „Емброс“ през януари 1903 година турски аскер опожарява екзархистките села Тиквени, Горенци и Жупанища.
Мнозинството от населението на Жупанища минава под върховенството на Българската екзархия в 1893 година. По данни на секретаря на Екзархията Димитър Мишев („La Macédoine et sa Population Chrétienne“) в 1905 година в селото има 520 българи екзархисти и 224 българи патриаршисти гъркомани, като в селото работят българско и гръцко училище.
През август 1895 година дюлгеринът Никола Суков от Жупанища е привлечен към ВМОРО в Солун от Дамян Груев по препоръка на Иван Чупов от Лабаница, последван веднага от Кольо Зисов и Тольо Теохаров. След завръщането си в Жупанища тримата млади жупанищени образуват революционен комитет. След убийствата на Абедин бей от Костур и Касъм ага от Капещица през пролетта на 1900 година, революционното дело в Жупанища укрепва и се разраства. На 8 срещу 9 декември в Жупанища влиза районната чета на Атанас Петров и заклева почти цялото село във вярност на ВМОРО и Жупанища се превръща в един от най-здравите революционни пунктове в Костурско, служейки за изходна точка на комуникациите с Ресенско и Преспанско, като тази му роля се засилва особено след Илинденско-Преображенското въстание в 1903 година, когато селото е основен пункт на нестрамколската районна чета. В четите на ВМОРО участват седем жупанищени – Пандо Сидов, селски войвода през въстанието, а по-късно районен и околийски, Никола Пантел, Насе Лисичов, Георги Гогов, Христо Кляшев, Търпо Шалапутов (от Орман) и Христо Гямов (от Орман) – а във въстанието – 80 въстаници, добре въоръжени със собствени средства. Жупанската чета, начело с Пандо Сидов, подпомогната от няколко манячени прекъсва телеграфните съобщения Костур-Билища-Корча и Костур-Хрупища, след което участва в много от сраженията в района. По време на въстанието жителите на селото го напускат и бягат във вътрешността на Корещата и Жупанища е разграбено, опустошено и опожарено от башибозука и аскера, а жертвите на селото са 17 мирни жители и въстаници. Според сведение на ръководителите на въстанието в Костурско, включващо Васил Чекаларов, Лазар Поптрайков, Пандо Кляшев, Манол Розов и Михаил Розов, изпратено до всички чуждестранни консулства в Битоля на 30 август 1903 в Жупанища са изгорени всичките 120 къщи и са убити поп Костандин (70 г.), Търпо Мелов (60), Кирнако Атанасов (15), Дине Наков (50), Наум Кириязов (22), Васил Шопов (45), Коло Ноловски (75), Сидер Андреев (55), Панает Янев (45), Насо Делов (60) и Нико Апостолов (62). Изгорени са и трите църкви „Света Петка“, „Света Троица“ и „Свети Илия“.
Жупанища броеше 120 кѫщи. Като много близко до града до 3. августь не теглихме голѣми мѫки. Наистина, убиха се нѣкои селяни, но то стана вънъ отъ селото. На 3. автустъ, недѣля, забѣлѣзахме нѣщо необикновенно . Илявета и башибозукъ отъ къмъ пѫтя за Сливени съ знамена въ рѫцѣ вървѣха право къмъ нашето село. Ние мислѣхме, че ще дойдатъ да се настанатъ въ селото, за това изпратихме трима души да ги посрѣщнатъ. Ала кога видѣхме, че тримата наши селяни бидоха разсѣчени на парчета, ние много се изплашихме и забѣгнахме въ планината. Най-напрѣдъ тая сгань подпали нѣкои кѫщи въ селцето Орманъ, послѣ се втурна и въ Жупанища. Ограби го и го подпали. Откара ни и всичката жива стока. Изгориха ни при това и тритѣ селски църкви. По съсипано отъ нашето село надали ще има друго. Дойдохме да молимъ дѣдо вкадика да ни помогне повече като на най-сиромаси... Още 9 души други загинаха, но не въ сжщия день.
През ноември в района пристига владиката Григорий Пелагонийски с помощи за населението, но не успява да посети селото и помощите са предадени на председателя на Костурската община Григорий Бейдов да ги даде на селяните.
След въстанието начело на жупанищкия революционен комитет застава Кольо Суков, който не допуска в селото владиката Герман Каравангелис и раздаваната от митрополията гръцка помощ. Още през пролетта на 1904 година в селото влиза четата на Нумо Желински, която заздравява революционния комитет. Гръцка статистика от 1905 година представя селото като смесено гръцко-българско с 300 жители гърци и 400 българи. След въстанието селото пострадва от гръцки андартски нападения. През май 1905 година гръцка чета залавя 43 българи гурбетчии, между които и 8 жупанищени, пътуващи към Гърция в гръцкото село Скумско и ги избива, като оцеляват само Зисо Потев (Шонтов) и Томо Ч. Чачов от Жупанища и Станко от Габреш. В 1906 година четата на гъркоманина Лазар Апостолов убива 5 жени и едно момиче от Жупанища, в 1907 година гръцка чета убива бившия четник на околийската чета на ВМОРО Насо Лисичов, а през май 1907 година кметът Насо Гиров е убит от терористи на чаршията в Костур.
На 22 февруари 1907 година войводата Митре Влаха с трима четници – Вангел Попхристов, Андон Брещенски и Ильо от Въмбел пристига в Жупанища от Апоскеп. Четата е предадена на турските власти от подкупения от костурския гръцки владика Герман българин Христо от село Шестеово (днес Сидирохори). След тежка битка всички четници са тежко ранени. Митре Влаха доубива другарите си и се самоубива. На 13 март 1907 година, районната чета на ВМОРО влиза в Жупанища и наказва със смърт предателите Кольо Гечов, Ставро Шишов и Димитър Апостолов, както и издалия комитетски тайни Христо Попов, което обаче според костурския ръководител на ВМОРО Георги Христов е грешка, тъй като предателството не се дължи на тях.
Според Георги Константинов Бистрицки Жупанища преди Балканската война има 100 български къщи.
При избухването на Балканската война в 1912 година 16 души от Жупанища са доброволци в Македоно-одринското опълчение.
В 1915 година костурчанинът учител Георги Райков пише:
| „ | 1/2 ч. на север от с. Чифлико, на едно възвисоко място, до един трап, е разположено българското с. Жупанища с около 200 къщи. Населението е чисто българско, с българска църква и свещеници, с българско училище и учители. За духовен началник признаваха българския Екзарх Йосиф I. | “ |

На етническата карта на Костурското братство в София от 1940 година, към 1912 година Жупанища е обозначено като българско селище.

### В Гърция
През войната селото е окупирано от гръцки части и остава в Гърция след Междусъюзническата война. След 1919 година 14 жители на селото емигрират в България по официален път. В селото има 18 политически убийства. Боривое Милоевич пише в 1921 година („Южна Македония“), че Жупанища (Жупаништа) има 120 къщи славяни християни.
В междувоенния период се засилва емиграцията отвъд океана.
Селяните традиционно произвеждат житни и градински култури, като е добре развито и скотовъдството.
В 1927 година селото е прекръстено на Ано Левки, в превод Горна Топола. В 1932 година в селото има 90 българофонски семейства. През Втората световна война селото пострадва от италианските наказателни отряди.
По време на Гръцката гражданска война част от жителите на селото го напускат, 30 души са убити, а 15 семейства емигрират в социалистическите страни. 71 деца от селото са изведени от комунистическите части извън страната като деца бежанци.
Селото е изоставено в 1955 – 1960 година, като жителите му се изселват в Орман. Старата църква „Свети Христофор“ постепенно се разрушава. В 2013 година е възстановена.
Преброяванията от 1961 година на практика под Левки дават населението на Орман.
| Име | Име  | Ново име | Ново име | Описание                                                       |
| --- | ---- | -------- | -------- | -------------------------------------------------------------- |
| Ухи | Οὔχι | Охи      | Οχι      | връх в Саракина (1230,8 m), СИ над Жупанища и З над Нов чифлик |

| Година    | 1913 | 1920 | 1928 | 1940 | 1951 | 1961 | 1971 | 1981 | 1991 | 2001 | 2011 | 2021 |
| --------- | ---- | ---- | ---- | ---- | ---- | ---- | ---- | ---- | ---- | ---- | ---- | ---- |
| Население | 557  | 483  | 471  | 507  | 155  | 393  | 313  | 376  | 400  | 434  | 379  | 371  |

## Личности
В Жупанища са родени редица видни български дейци, сред които най-известни са българският революционер и общественик Пандо Сидов (1878 – 1942), българските революционери Никола Суков (1872 – 1927), Аргир Николов (1878 – 1903), Христо Кляшев (? – след 1947) и други. От Жупанища са и гъркомански дейци Лазар Апостолов (1866 – 1920), Наум Апостолов и други.